# Daniel Hager
Daniel Hager (* 27. August 1963 in Ivry-sur-Seine) ist ein ehemaliger französischer Handballspieler und Handballtrainer. Als Spieler wurde er meist auf Linksaußen eingesetzt.

## Karriere
Daniel Hager spielte in seiner gesamten Laufbahn nur für US Ivry HB. Mit seinem Heimatverein gewann er 1983 und 1997 die französische Meisterschaft sowie 1996 die Coupe de France.
Mit der französischen A-Nationalmannschaft gewann er 1986 die C-Weltmeisterschaft und schaffte damit die Rückkehr in die B-Klasse. Bei der B-Weltmeisterschaft 1987 wurde er mit der Auswahl Achter. Im Sommer 1987 nahm er an den Mittelmeerspielen teil und gewann mit der Équipe die Silbermedaille. Bei der B-Weltmeisterschaft 1989 gelang mit einem fünften Platz die Qualifikation zur Weltmeisterschaft 1990. Dort erzielte er einen Treffer, Frankreich wurde Neunter.
Bis 1992 bestritt er 158 oder 163 Länderspiele.
Im Jahr 2000 wurde er als bester Linksaußen in die Jahrhundertmannschaft von US Ivry HB gewählt.
Nach dem Ende seiner Spielerlaufbahn im Jahr 1997 übernahm Hager im November 1997 den Posten des Assistenztrainers im Verein. Von 2001 bis 2006 arbeitete er als Cheftrainer und führte die Mannschaft 2006 in das Finale der Coupe de France. Von 2006 bis 2018 leitete er das Nachwuchsleistungszentrum.